# Ingrid Daubechies

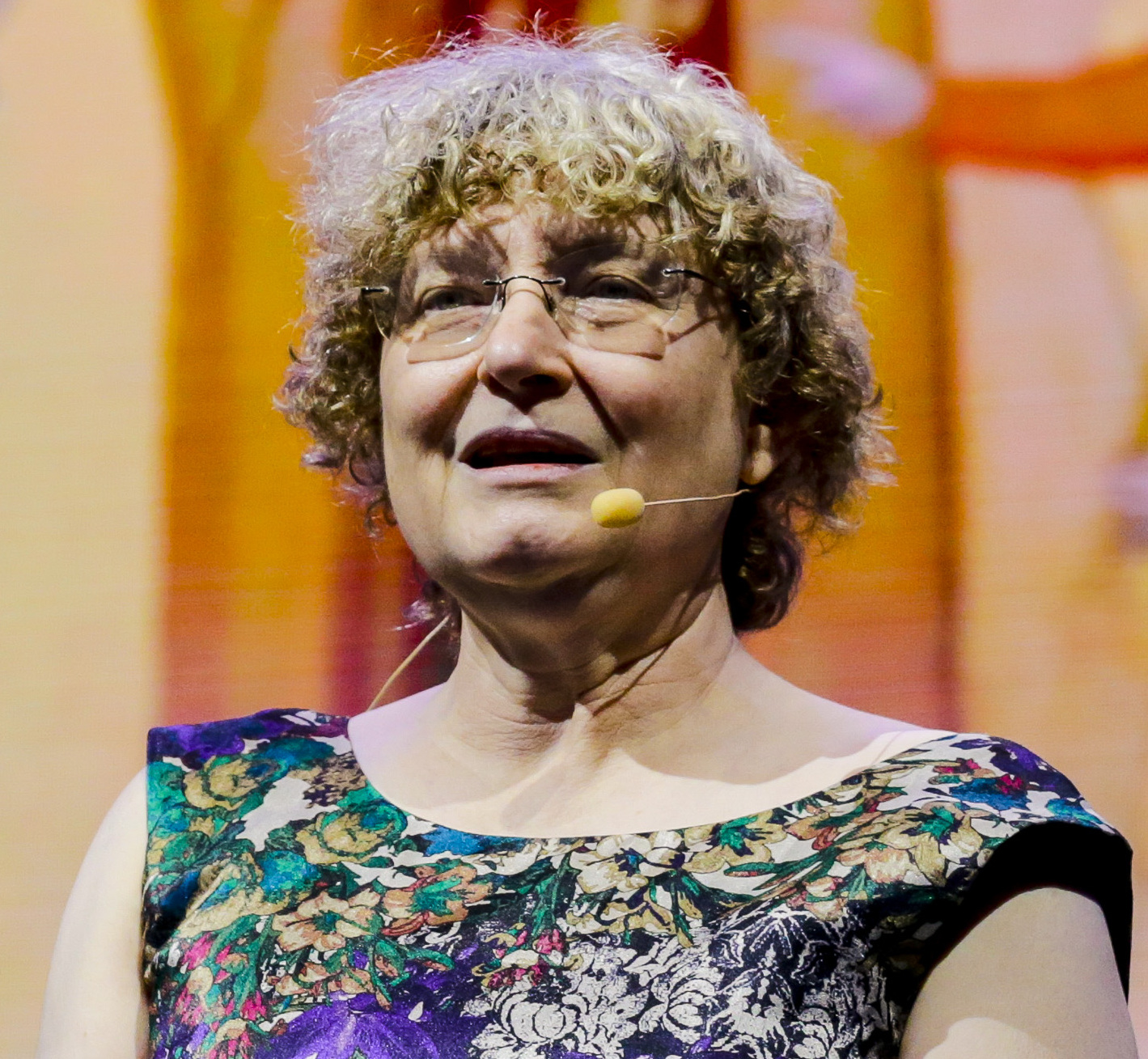
Ingrid Daubechies auf dem Internationalen Mathematikerkongress 2018

Ingrid Chantal Daubechies (* 17. August 1954 in Houthalen) ist eine belgische Physikerin und Mathematikerin. Sie ist James B. Duke Professor an der Duke University und war davor Professorin und Direktorin des Fachbereichs Mathematik der Princeton University. Mit den von ihr eingeführten und untersuchten Wavelets (siehe Daubechies-Wavelets) legte sie die Grundlage für die praktische Anwendung der Wavelet-Transformation.

## Leben
Aufgewachsen ist Ingrid Daubechies in Belgien als Tochter eines Bergbau-Ingenieurs und einer Kriminologin. Nach Beendigung ihrer Schulausbildung studierte sie Physik an der Vrije Universiteit Brussel und erhielt 1975 den Bachelor in Physik. 1980 promovierte Daubechies in Physik bei Jean Reignier (und Alex Grossmann) mit der Dissertation Representation of Quantum Mechanical Operators by Kernels on Hilbert Spaces of Analytic Functions und arbeitete nach der Promotion noch bis 1987, erst als Forschungsassistentin, später als Forschungsdozentin in der Abteilung für Theoretische Physik an der Freien Universität Brüssel. 1987 zog Ingrid Daubechies in die USA, um als technische Mitarbeiterin im mathematischen Forschungszentrum der AT&T Bell Laboratorien die Wavelet-Theorie weiter auszubauen. Zeitgleich zu ihrer Arbeit in den Bell Laboratorien lehrte sie 1990 als Professorin an der University of Michigan und von 1991 bis 1994 an der Rutgers University im US-Bundesstaat New Jersey. Von 1993 bis 2011 war Ingrid Daubechies Professorin im Fachbereich Mathematik an der Princeton University und seit 1997 dessen Direktorin. 2011 wechselte sie zur Duke University. Ihr Forschungsschwerpunkt sind die mathematischen Aspekte der Zeit-Frequenz-Analyse, dort vor allem Wavelets und deren Anwendungen.
Sie ist mit dem Mathematiker und Informatiker Robert Calderbank verheiratet und hat zwei Kinder.
Zu ihren Doktoranden zählt Anna C. Gilbert.

## Auszeichnungen
- 1992: MacArthur Fellow
- 1993: Mitglied der American Academy of Arts and Sciences
- 1994: Leroy P. Steele Prize für schriftliche Darstellung für das Buch Ten Lectures on Wavelets
- 1994: Plenarvortrag auf dem ICM in Zürich (Wavelets and other phase localization methods)
- 1998: Mitglied der National Academy of Sciences und des Institute of Electrical and Electronics Engineers
- 1999: Auswärtiges Mitglied der Königlich Niederländische Akademie der Wissenschaften
- 2000: NAS Award in Mathematics
- 2003: Mitglied der American Philosophical Society[2]
- 2004/05 und 2005/06: Mitglied des Abel-Preis-Komitees[3]
- 2006: Noether Lecture
- 2007: Ehrenmitglied der London Mathematical Society
- 2007: Pionier-Preis (ICIAM)
- 2009: Auswärtiges Mitglied der Académie des sciences[4]
- 2011: Leroy P. Steele Prize für herausragende Forschungsleistungen (Orthonormal bases of compactly supported wavelets)
- 2011: Benjamin Franklin Medal
- 2011: IEEE Jack S. Kilby Signal Processing Medal
- 2012: Nemmers-Preis für Mathematik
- 2012: BBVA Foundation Frontiers of Knowledge Award
- 2015: Gauß-Vorlesung
- 2015: Auswärtiges Mitglied der Academia Europaea[5]
- 2019: UNESCO-L’Oréal-Preis
- 2019: Mitglied der Nationale Akademie der Wissenschaften Leopoldina
- 2020: Colloquium Lecturer der American Mathematical Society
- 2020: Prinzessin-von-Asturien-Preis in der Kategorie "Wissenschaft"[6]
- 2022: Ehrendoktorwürde der Nationalen Autonomen Universität von Mexiko (UNAM)[7]
- 2023: Wolf-Preis in Mathematik[8]
- 2024: Auswärtiges Mitglied der Royal Society
- 2025: Bakerian Medal and Lecture[9]
- 2025: National Medal of Science[10]

2016 wurde ein Asteroid nach ihr benannt: (42609) Daubechies.

## Publikationen
- Ten Lectures on Wavelets, Philadelphia 1992, ISBN 0-89871-274-2.